# Cadmo

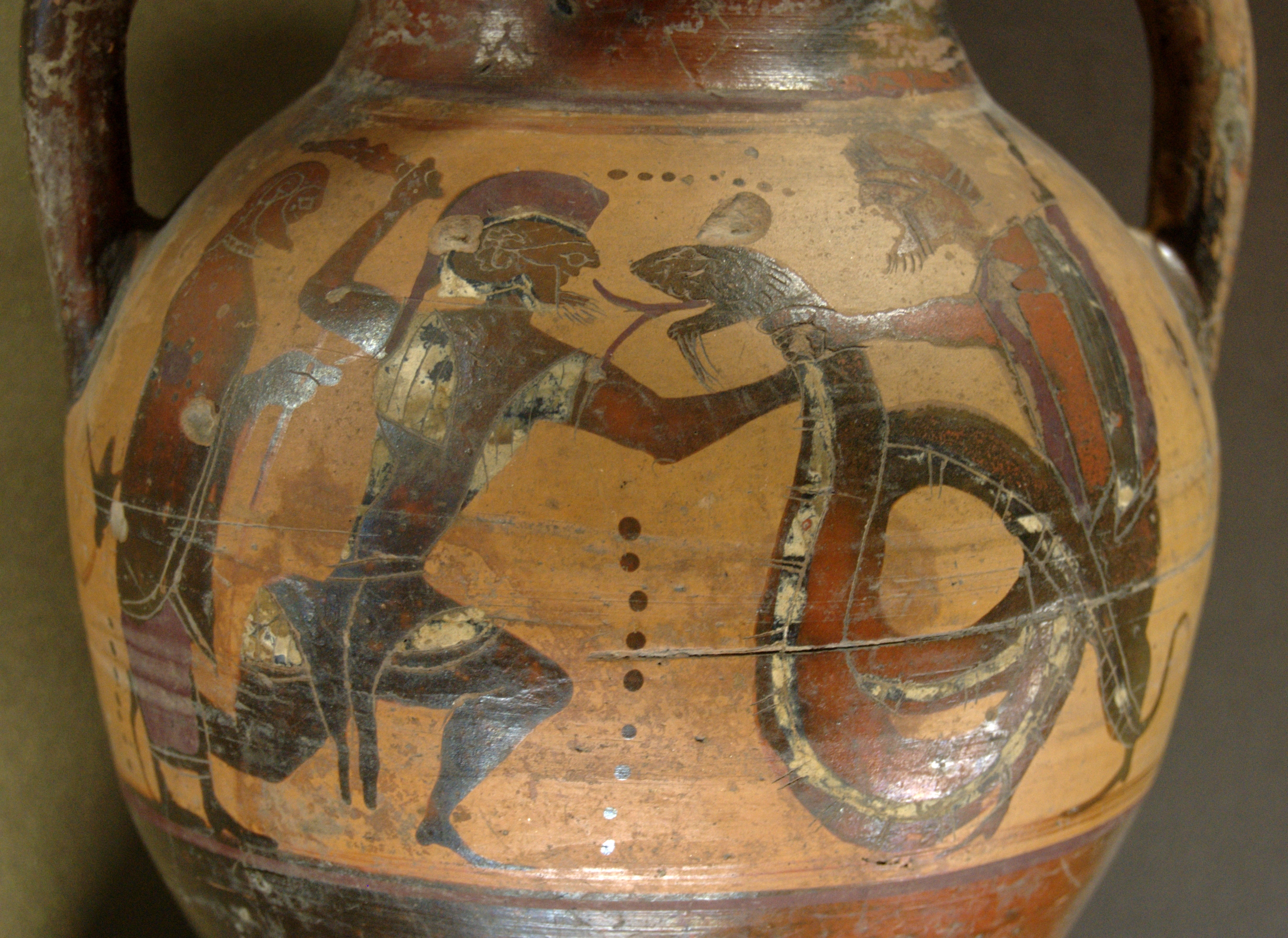
Cadmo lutando contra dragão
Artista desconhecido, 560- Museu do Louvre

Cadmo (em grego clássico: Κάδμος; romaniz.: Kádmos), na mitologia grega, foi um herói lendário, fundador da cidade grega de Tebas e introdutor do alfabeto fenício na Grécia. Era filho do rei Agenor de Tiro e irmão mais velho de Europa, Cílix e Fênix.
Quando Europa foi raptada por Zeus, o pai ordenou aos três filhos que fossem à sua procura e que não voltassem sem ela. Durante seu périplo, os irmãos de Europa fundaram várias cidades e por fim acabaram se estabelecendo definitivamente em outras regiões. Fênix se instalou na Fenícia; Cílix, na Cilícia; e Cadmo, na Grécia.
Cadmo viajou acompanhado da mãe, Teléfassa, e dirigiu-se inicialmente para a Trácia (ou Samotrácia), onde viveu algum tempo. Pouco depois da morte da mãe, aconselhado pelo oráculo de Delfos, parou de procurar Europa e fundou a Cadmeia, a acrópole fortificada da futura cidade de Tebas.
Segundo a tradição, o oráculo havia mandado Cadmo escolher o local seguindo uma vaca até que ela caísse de cansaço. Ao encontrar uma vaca com um sinal diferente, Cadmo a seguiu até a Beócia e decidiu fundar a cidade no local onde ela parou. Antes, para obter água de uma fonte próxima, teve de matar a pedradas um dragão (tido por filho de Ares) que guardava um bosque sagrado. Logo depois, a conselho de Atena, semeou os dentes do dragão morto.
Dos dentes nasceram diversos guerreiros, totalmente armados e de aspecto ameaçador. Instado por Atena, Cadmo lançou, sem ser visto, uma pedra sobre eles. A pedra desencadeou uma violenta disputa e, no fim da luta, restaram apenas cinco guerreiros vivos, os espartos (i.e., "os semeados"). Eles auxiliaram Cadmo na fundação da cidade e eram considerados ancestrais das famílias nobres de Tebas.
Devido à morte do dragão, Cadmo foi condenado pelos deuses a servir Ares durante oito anos. No fim do período, Zeus concedeu-lhe a mão de Harmonia, filha de Ares e de Afrodite. Os deuses imortais comparecerem em peso ao casamento, as musas cantaram durante os festejos e a noiva recebeu dois presentes fabulosos: um maravilhoso vestido, tecido pelas graças, e um belíssimo colar de ouro, feito por Hefesto.
Cadmo tornou-se rei de Tebas e seu reinado foi longo e próspero; consta que ele civilizou a Beócia e ensinou aos gregos o uso da escrita. Cadmo (e Harmonia) tiveram vários filhos, Autônoe, Ino, Sêmele, Agave e Polidoro.
Embora Tebas tenha prosperado sob o reinado de Cadmo, o infortúnio sobrepujou seus descendentes. Na sua velhice, duas de suas filhas e dois de seus netos foram mortos violentamente.
Já idoso, Cadmo entregou o trono de Tebas a Penteu, filho de Agave e Equionte (um dos espartos), e retirou-se com Harmonia para a Ilíria, onde se tornou rei e teve outro filho, Ilírio. Viveu ainda algum tempo e, no final da vida, foi transformado pelos deuses em serpente, juntamente com sua esposa.